# Parazaona bocki
Parazaona bocki är en spindeldjursart som först beskrevs av Albert Tullgren 1907.  Parazaona bocki ingår i släktet Parazaona och familjen blindklokrypare. Inga underarter finns listade i Catalogue of Life.